# الهملة
الهملة قرية تقع في غرب مملكة البحرين المطلة على الخليج العربي.
يقع المقر الرئيسي لشركة بتلكو في الهملة.